# Храмова, Валентина Тимофеевна
Валентина Тимофеевна Храмова (урождённая Попкова) (1924—2006) — советский передовик сельскохозяйственного производства, бригадир колхоза им. Ленина Вурнарского района (1936—1977), Герой Социалистического Труда (1950).

## Биография
Родилась 18 июня 1924 года в деревне Кольцовка (ныне — Вурнарского района Чувашии).
После окончания начальной школы с 1936 года работала в местном колхозе им. Сталина в полеводческой бригаде по выращиванию зерновых культур. В Великую Отечественную войну в 1941 году несовершеннолетняя Валентина возглавила звено.
Работала полеводом, бригадиром, а затем звеньевой полеводческой бригады колхоза им. Ленина Вурнарского района (1936—1977).
По итогам работы в 1947 году звеньевая В. Т. Попкова была награждена орденом Ленина.
В 1949 году её звеном был получен урожай пшеницы по 37,4 центнера с гектара на площади 24,2 гектара и ржи по 33,9 центнера с гектара на площади 11,4 гектара.

## Высшая награда
Указом Президиума Верховного Совета СССР в 1950 году за высокие производственные показатели, за получение высоких урожаев зерновых культур Валентине Тимофеевне Попковой присвоено звание Героя Социалистического Труда с вручением ордена Ленина и золотой медали «Серп и Молот».
Позже работала бригадиром полеводческой бригады в родном колхозе им. Сталина, в 1961 году переименованного в имени Ленина.
После выхода на пенсию в 1977 году проживала в городе Чебоксары.
Скончалась 1 апреля 2006 года.

## Награды
- Золотая медаль «Серп и Молот» (13.7.1950);
- орден Ленина (19.3.1948)
- орден Ленина (13.7.1950)
- Медаль «В ознаменование 100-летия со дня рождения Владимира Ильича Ленина»
- Медаль «За доблестный труд в Великой Отечественной войне 1941—1945 гг.»
- Медаль «За трудовое отличие»
- медалями Выставки достижений народного хозяйства
- и другими